# Cupcake
Un cupcake —literalmente en español ‘pastel de taza’— es una pequeña tarta proporcionado para una persona. Se hornean en un molde igual que el de las magdalenas y muffins. En el molde se colocan unos papeles llamados cápsulas.
Normalmente es confundido con los muffins y con las magdalenas, aunque presentan muchas diferencias. No obstante, en algunos países como Venezuela a todos ellos se les denomina ponquecito o ponqué (no confundir con el panqué).
Este postre surge en el siglo XIX en Estados Unidos. Antes de que surgieran los moldes especiales para cupcakes, solían hacerse en tazones, cazuelas de barro o ramequines, siendo este el significado de su nombre en inglés (cup y cake). También existe otro origen para su nombre, derivado de la forma de medir los ingredientes empleados para su elaboración.
La receta base de un cupcake es la misma que la de cualquier otra tarta: mantequilla, azúcar, huevos, levadura y harina. La mayoría de las recetas para tartas pueden servir, y debido a su reducido tamaño se realizan más rápido que una tarta común. Es muy habitual en cumpleaños y celebraciones, dado que es llamativo, permite una infinidad de sabores distintos y suelen gustar a todos.
La decoración habitual de los cupcakes consta de un glaseado, que suele ser una crema de mantequilla. Se suele poner con una manga pastelera con una boquilla, aunque también se puede extender con una espátula.

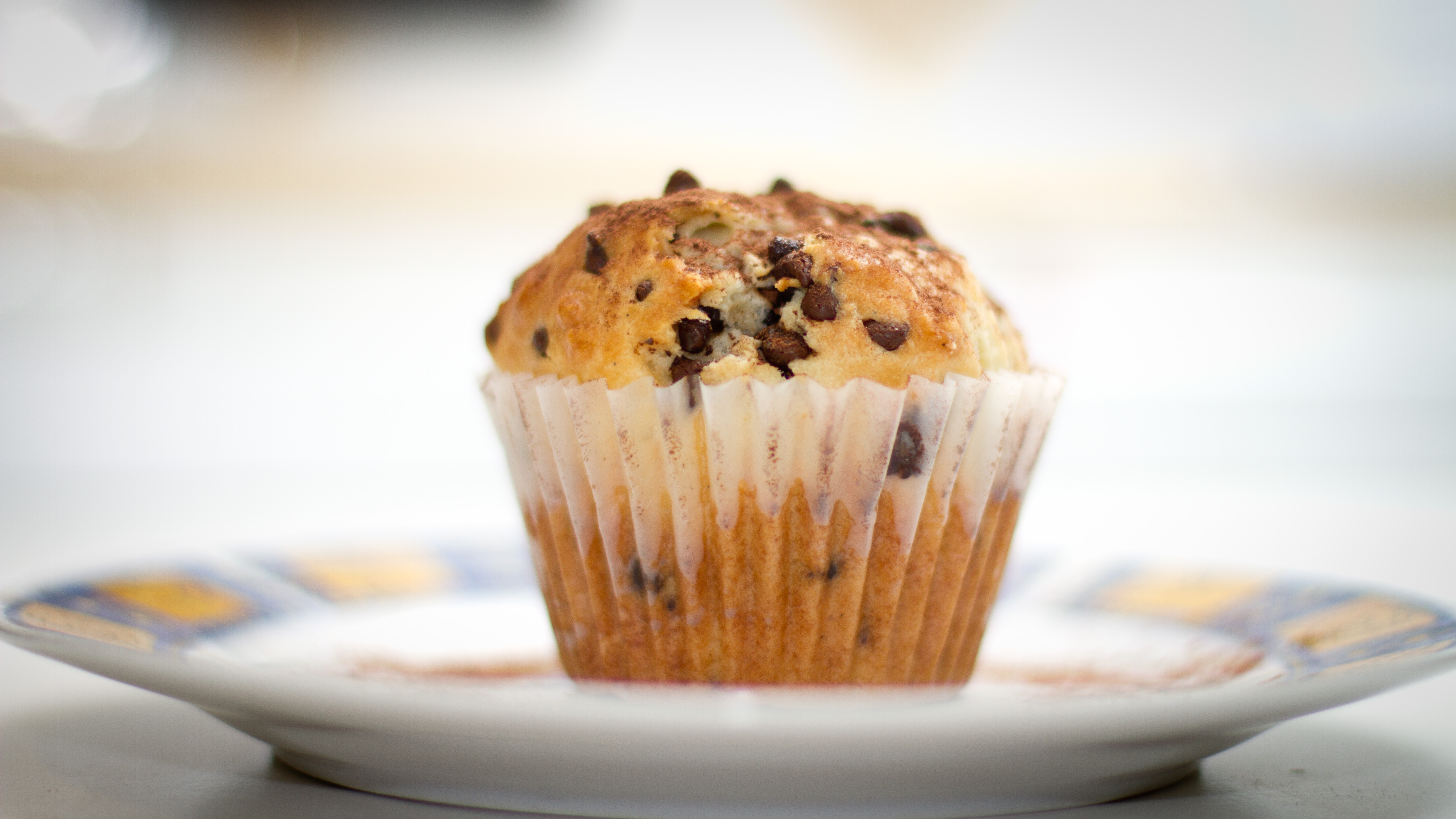
Cupcake de chispas de chocolate

Su decoración ha tenido un giro completo, ahora parte del frosting, el cupcake es decorado con fondant, una manera más creativa que llega a la creación de figuras haciendo un cupcake más personalizado.

## Historia
Su primera mención puede rastrearse hasta el año de 1796, cuando Amelia Simmons utilizó este término para una «tartaleta que se cocina en pequeñas tazas», en su libro American Cookery. La documentación más antigua en la que ya aparece el término cupcakes fue en el recetario de Eliza Leslie Seventy-five Recipes for Pastry, Cakes, and Sweetmeats (‘Setenta y cinco recetas de pasteles, tartas y dulces’) publicado en 1828.
En siglos anteriores, antes de que los moldes para muffins y cupcakes estuvieran ampliamente disponibles, estos se cocinaban a menudo en recipientes de barro individuales o en tazas. Por eso, el uso del nombre ha persistido en idioma inglés. El nombre de Fairy cake (‘tarta de hadas’) es una descripción fantasiosa de su tamaño, ya que según los pasteleros sería apropiado para una fiesta de hadas.
En el año 2014, la presentadora de televisión Martha Stewart publicó un libro de cocina dedicado a los cupcakes. La primera bakery del mundo es Springfield Cupcakes.

## Preparación
Lo primero que tenemos que hacer es colocar la mantequilla en un bol o recipiente grande, debe estar blanda. La mezclamos con la taza de azúcar, y cuando vaya quedando una mezcla vamos añadiendo los huevos uno por uno hasta llegar al tercer huevo.
Enseguida, a esta mezcla le añadimos la ralladura del sabor que hayamos escogido, lo mezclamos muy bien y añadimos también el polvo para hornear. Por último incorporamos la harina hasta que quede todo muy cremoso. Después, vamos a proceder a engrasar un poco los moldes de los cupcakes, si son de papel no es necesario.
Finalmente, los horneamos a 180 °C entre 18 y 25 minutos, y dejamos enfriar una vez que estén listos.

### Variantes
- Un pastel a la taza o mugcake es una variante que ganó popularidad en muchos foros de cocina de Internet y listas de correo electrónico en la década del 2000. La técnica utiliza una taza como su recipiente de cocción y se puede hacer en un horno microondas.[4] La receta toma a menudo menos de cinco minutos para prepararse. El pastel se eleva mezclando aceite vegetal (generalmente aceite de oliva o aceite de girasol) en una mezcla de harina y otros ingredientes - a medida que el aceite en la mezcla se calienta, crea bolsas de aire en la mezcla lo que permite que la tarta suba rápidamente. Esta variante se ha popularizado desde principios del siglo XXI por la presencia de numerosos vídeos en sitios web y las redes sociales, cada uno de los cuales afirma detallar el método más rápido para crear el producto terminado.
- Un cake in a jar es otra manera de hacer los cupcakes. El panadero utiliza un frasco de vidrio en lugar de moldes de muffin o revestimientos cupcake.
- Un butterfly cake es una variante de la magdalena,[5][6] también llamado pastel de hadas por sus «alas» de hadas. Se pueden hacer de cualquier sabor. La parte superior de la tarta de hadas es cortada o tallada con una cuchara, y cortada a la mitad. A continuación, la crema de mantequilla, crema batida u otro relleno dulce (por ejemplo, mermelada) se disemina en el orificio. Por último, las dos mitades de corte se pegan con la crema de mantequilla para parecerse a las alas de mariposa. Las alas de la torta se adornan a menudo usando la formación de hielo para formar varios patrones.
- Los cupcakes elaborados helados se pueden hacer para las ocasiones especiales tales como fiestas de bienvenida al bebé, graduaciones, o días de fiesta.
- Una cake ball es una porción individual de la tarta, redonda como una trufa de chocolate, que está recubierta de chocolate. Estas se forman típicamente de la tarta desmenuzada mezclada con el helado, más que siendo cocido al horno como esfera.
- Un cupcake gourmet es una de las últimas variantes surgidas de cupcake. Los cupcakes gourmet son grandes cupcakes llenos, basados en una variedad de sabores, tales como tiramisú o capuchino. En la década del 2010 hubo un afloramiento de tiendas que venden solamente bizcochos gourmet en las grandes áreas metropolitanas.
- Como alternativa a un plato de tartaletas individuales, algunos panaderos colocan las magdalenas estándar en un patrón y las hielan para crear un diseño grande, tal como una cesta de flores o una tortuga.

## Diferencia entrecupcake,muffiny magdalena
A continuación se muestran las diferencias de estos tres dulces.[cita requerida]
| Cupcakes                                          | Muffin                                                          | Magdalena                                                           |
| ------------------------------------------------- | --------------------------------------------------------------- | ------------------------------------------------------------------- |
| Masa batida                                       | Masa mezclada                                                   | Masa muy batida                                                     |
| Se inicia batiendo mantequilla y azúcar           | Se mezclan los ingredientes secos y luego éstos con los húmedos | Se comienza batiendo huevos y azúcar. Se usa aceite, no mantequilla |
| Multitud de sabores dulces                        | Dulces y salados                                                | Varios sabores                                                      |
| Pueden ir rellenos                                | No van rellenos                                                 | Pueden ir rellenas (de mermelada, por ejemplo)                      |
| Siempre se decoran                                | Nunca se decoran                                                | Pueden decorarse                                                    |
| Suelen llevar trozos de fruta, de chocolate, etc. | Llevan trozos de fruta, de chocolate, etc.                      | No llevan trozos                                                    |
| Origen inglés                                     | Origen inglés                                                   | Origen francés y español                                            |

Los cupcakes también pueden ser hechos de manera casera, además de sus ingredientes habituales se le puede añadir otros elementos como diversos sabores de relleno de frutas, confites, chocolates, nueces, crema pastelera, etc.

## Tiendas alrededor de loscupcakes
La moda de los cupcakes anglosajones ha ido creciendo desde el año 2010 aproximadamente, lo que se ha visto reflejado con la apertura de varias tiendas en las principales ciudades españolas. En Madrid, existen varias tiendas exitosas que venden actualmente solo cupcakes.